# صیاد (آذربایجان)
صیاد (به لاتین: Sayad) یک منطقه مسکونی در جمهوری آذربایجان است که در شهرستان خاچماز واقع شده‌است. صیاد ۱۲۴۷ نفر جمعیت دارد.